# Pothyne tenuevittata
Pothyne tenuevittata är en skalbaggsart som först beskrevs av Leon Fairmaire 1889.  Pothyne tenuevittata ingår i släktet Pothyne och familjen långhorningar. Inga underarter finns listade i Catalogue of Life.